# Santrokofis
Els santrokofis (o selees, o seles) són els membres del grup ètnic que tenen com a llengua materna el selee i que viuen al sud-est de Ghana a l'oest de la ciutat de Hohoé, a la regió Volta. Hi ha entre 11.300 (2003) i 15.000 (joshuaproject) santrokofis. El seu codi ètnic del joshuaproject és NAB59b i el seu ID és 14750.

## Situació geogràfica i pobles veïns
El territori selee està situat a les poblacions de Benua, Bume i Gbodome, al nord-est d'Ahenkro, a la regió Volta, al sud-est de Ghana. Segons el peoplegroups, està situat just al costat occidental de la ciutat de Hohoé.
Segons el mapa lingüístic de Ghana de l'ethnologue els selees tenen com a veïns els ewes al sud, els nkonyes a l'oest i els siwus al nord i a l'est.

## Societat i etnologia
Hi ha quatre clans santrokofis que tenen com a cap de família el membre més ancià. No tenen disputes amb els pobles veïns. Els santrokofis estan patint un canvi cultural ràpid, tot i que la seva pròpia imatge és prestigiosa.

## Política
Els santrokofis tenen una societat jeràrquica i el seu cap viu a Benua. El cap ho controla tot i hi ha un cap juvenil que organitza els joves. El cap organitza el treball comunitari. Hi ha una reina mare que mana a les dones. El sistema comença amb el cap de família, per damunt seu hi ha el cap, la policia i la cort de justícia.

## Economia
L'agricultura és la seva principal activitat econòmica de subsistència, tot i que viuen molt a prop de Hohoé, ciutat que utilitzen per a comerciar. La majoria de la seva agricultura és de subsistència i, a més, produeixen cassava.
L'economia santrokofi va declinar degut a la caiguda dels preus del cacau. Altres productes que cultiven són l'arròs, el coco i el nyam. També practiquen la cistelleria.

## Llengua
El selee és la llengua materna dels santrokofis. A més a més, també parlen l'ewe i l'anglès. Segons el joshuaproject, el 45% dels santrokofis són monolingües en la seva llengua materna i aquests tenen cinc llengües secundàries.

## Religió
Segons Joshuaproject el 90% dels santrokofis són cristians i el 10% creuen en religions africanes. El 40% dels santrokofis cristians són catòlics, el 35% pertanyen a esglésies independents i el 25% són protestants. El 17% dels santrokofis cristians segueixen moviments evangelistes. Segons Peoplegroups, la religió principal dels santrokofis és la religió ètnica, ja que la comunitat considera que la conversió és igual a l'assimilació cultural.
Des del 1840 hi ha hagut presència de missioners cristians a la regió santrokofi, que té diverses esglésies, sobretot presbiterianes i catòliques.

## Cultura
Les seves formes artístiques són les percussions i les danses.

### Festes
Les seves principals celebracions són l'otsonsa i el festival de la collita que se celebra durant els mesos de juliol i agost.

## Educació
Al territori santrokofi hi ha tres escoles de primària amb 200 alumnes i una ràtio de un professor per cada 12 alumnes. S'estudia en anglès